# Glencoe (Minnesota)
Glencoe é uma cidade localizada no estado americano de Minnesota, no Condado de McLeod.

## Demografia
Segundo o censo americano de 2000, a sua população era de 5453 habitantes.
Em 2006, foi estimada uma população de 5627, um aumento de 174 (3.2%).

## Geografia
De acordo com o United States Census Bureau tem uma área de
6,9 km², dos quais 6,9 km² cobertos por terra e 0,0 km² cobertos por água. Glencoe localiza-se a aproximadamente 318 m acima do nível do mar.

## Localidades na vizinhança
O diagrama seguinte representa as localidades num raio de 16 km ao redor de Glencoe.